# Richard Marsden Pankhurst
Richard Marsden Pankhurst (Stoke-on-Trent, 1835/1836 - Manchester, 5 de juliol de 1898) fou un advocat anglès, sufragista  i defensor dels drets de les dones.

## Vida
Richard Pankhurst fou fill de Henry Francis Pankhurst (1806-1873) i Margaret Marsden (1803-1879). Va estudiar a l'escola secundària a Manchester i a la Universitat de Manchester (Owens College). El 1858 es va graduar a la Universitat de Londres i el 1859 rebé el títol de Bachelor of Laws amb honors. El 1863 es doctorà com a Legum Doctor amb medalla d'or.
Fou membre fundador de la Manchester Liberal Association, tot i que després deixaria el Partit Lliberal. Va promoure múltiples causes: la llibertat d'expressió, l'educació laica universal, el republicanisme, l'autogovern irlandès, la independència de l'Índia, etc. Pankhurst es va unir a la Societat Fabiana, va establir la National Society for Women's Suffrage, contribuí a l'esborrany de la Women's Disabilities Removal Bill (el primer reconeixement del dret a vot de les dones) i fou autor de la Married Women's Property Act (1882) que permetia a les dones casades mantenir el control de les seves propietats i de les que adquirissin durant el matrimoni (abans passaven automàticament a ser propietat del marit).
Es va casar el 1878 amb Emmeline Goulden, coneguda pel nom de casada Emmeline Pankhurst, que tenia 24 anys menys que ell. Tingueren cinc fills: Christabel Pankhurst (1880-1958), Sylvia Pankhurst (1882-1960), Francis Henry, mort infant, (1884-1888), Adela Pankhurst (1885-1961), i Henry Francis (1889-1910). Totes les seves filles serien actives sufragistes. A través de la seva filla Sylvia és avi de Richard Pankhurst, estudiós d'Etiòpia. Amb la seva dona foren molt actius políticament fins a la mort de Richard. Participaren dels avalots del Bloody Sunday de 1887 a Trafalgar Square.
La seva activitat política el dugué a ser conegut pel renom de "Red Doctor" (el doctor roig).